# IEEE 802.11a
IEEE 802.11a est un amendement au groupe de normes IEEE 802.11 (Wi-Fi) permettant une transmission de données par liaison sans fil à des débits allant jusqu'à 54 Mbit/s sur la bande de fréquences des 5 GHz. Celui-ci a été ratifié le 16 septembre 1999 et révisé le 12 juin 2003 pour s'appeler le standard IEEE Std 802.11a-1999 (R2003). Cet amendement a également été adopté par l'ISO et renommé par cette organisation en norme ISO/IEC 8802-11:1999.

## Description
IEEE 802.11a fait partie de la famille de normes relatives au réseau WLAN (Wireless Local Area Network). Celle-ci définit les couches PHY et MAC correspondant respectivement à la couche physique et liaison du modèle OSI de l'ISO.
Cette norme modifie le paragraphe 4 et les sous-paragraphes 9.1 et 10.4 du standard de base. De plus, celle-ci introduit le paragraphe 17 qui spécifie la couche PHY en relation avec l'emploi de la technique de multiplexage de signaux numériques par répartition en fréquences orthogonales (OFDM ou Orthogonal Frequency Division Multiplexing) sur la bande de fréquences des 5 GHz.

## Aperçu technique
Le système de multiplexage OFDM utilise ici une division du signal numérique, pour transmettre et pour recevoir, en 52 sous-porteuses occupant une bande de fréquence de 20 MHz de largeur (un canal), a un débit théorique maximum de 54 Mbit/s, en réalité environ 30 Mbit/s car le canal "half-duplex" peut être partagé par plusieurs émetteurs ce qui nécessite un protocole d'arbitrage (allocation de la bande de fréquence à un seul émetteur à un instant donné). Ce débit peut être réduit à 48, 36, 24, 18, 12, 9 ou 6 Mbit/s en fonction de la qualité du signal radio (interférences, atténuation liée à la distance). Les sous-porteuses sont modulées soit par changement de phase (BPSK ou QPSK), soit par modulation d'amplitude en quadrature (16-QAM ou 64-QAM). 
Cette technique préconisée par la norme IEEE 802.11a permet de réaliser une liaison fiable et sûre sur une bande de fréquence peu encombrée. Cependant, ceci rend la norme incompatible avec les standards IEEE 802.11b et IEEE 802.11g qui utilisent la bande des 2,4 GHz.
Cette norme 802.11a est progressivement remplacée dans la bande des 5 GHz par les normes Wi-Fi 802.11n et 802.11ac (2014) qui offrent des débits plus élevés.

## Comparaison avec les autres normes IEEE 802.11
| Réseaux locaux 802.11 : standards physiques   | Réseaux locaux 802.11 : standards physiques | Réseaux locaux 802.11 : standards physiques | Réseaux locaux 802.11 : standards physiques | Réseaux locaux 802.11 : standards physiques                                                        | Réseaux locaux 802.11 : standards physiques | Réseaux locaux 802.11 : standards physiques | Réseaux locaux 802.11 : standards physiques | Réseaux locaux 802.11 : standards physiques |
| Protocole 802.11                              | date                                        | Fréquence                                   | largeur de bande                            | Débit binaire                                                                                      | Nombre maximum de flux MIMO                 | Codage / Modulation                         | Portée                                      | Portée                                      |
| Protocole 802.11                              | date                                        | Fréquence                                   | largeur de bande                            | Débit binaire                                                                                      | Nombre maximum de flux MIMO                 | Codage / Modulation                         | Intérieur                                   | Extérieur                                   |
| Protocole 802.11                              | date                                        | (GHz)                                       | (MHz), (GHz)                                | (Mbit/s), (Gbit/s)                                                                                 | Nombre maximum de flux MIMO                 | Codage / Modulation                         | (mètres)                                    | (mètres)                                    |
| --------------------------------------------- | ------------------------------------------- | ------------------------------------------- | ------------------------------------------- | -------------------------------------------------------------------------------------------------- | ------------------------------------------- | ------------------------------------------- | ------------------------------------------- | ------------------------------------------- |
| 802.11-1997 (d'origine)                       | juin 1997                                   | 2,4                                         | 79 ou 22 MHz                                | 1, 2 Mbit/s                                                                                        | NC                                          | FHSS, DSSS                                  | 20 m                                        | 100 m                                       |
| 802.11a (Wi-Fi 2)                             | sept 1999                                   | 5 3,7[A](US)                                | 20 MHz                                      | 6 Mbit/s à 54 Mbit/s                                                                               | 1                                           | OFDM                                        | 35 m                                        | 120 m (5 GHz) 5 000 m[A] (3,7 GHz)          |
| 802.11b (Wi-Fi 1)                             | sept 1999                                   | 2,4                                         | 22 MHz                                      | 1 Mbit/s à 11 Mbit/s                                                                               | 1                                           | DSSS                                        | 35 m                                        | 140 m                                       |
| 802.11g (Wi-Fi 3)                             | juin 2003                                   | 2,4                                         | 20 MHz                                      | 6 Mbit/s à 54 Mbit/s                                                                               | 1                                           | OFDM                                        | 38 m                                        | 140 m                                       |
| 802.11n (Wi-Fi 4)                             | oct 2009                                    | 2,4 5                                       | 20, 40 MHz                                  | 6,5 Mbit/s à 600 Mbit/s (voire 1,2 Gbit/s en utilisant simultanément les deux bandes de fréquence) | 4                                           | OFDM                                        | 70 m (2.4 GHz) 35 m (5 GHz)                 | 250 m                                       |
| 802.11ac (Wi-Fi 5)                            | déc 2013                                    | 5                                           | 20, 40, 80, 160 MHz                         | 6,5 Mbit/s à 6,93 Gbit/s                                                                           | 8                                           | OFDM                                        | 12-35 m                                     | 300 m                                       |
| 802.11ad                                      | déc 2012                                    | 57 à 71                                     | 1,7 à 2,16 GHz                              | jusqu’à 6,75 Gbit/s                                                                                | NC                                          | OFDM ou porteuse unique                     | 10 m                                        | 10 m                                        |
| 802.11af (en)                                 | fév 2014                                    | 0,054 à 0,79                                | 6 à 8 MHz                                   | 1,8 à 568,9 Mbit/s                                                                                 | 4                                           | OFDM                                        | 100 m                                       | 1 000 m                                     |
| 802.11ah                                      | mai 2017                                    | 0,9                                         | 1 à 8 MHz                                   | 0,6 à 8,6 Mbit/s                                                                                   | 4                                           | OFDM                                        | 100 m                                       | 100 m                                       |
| 802.11ax (Wi-Fi 6 et 6E)                      | fév 2021                                    | 1 à 7,1                                     | 20, 40, 80, 160 MHz                         | 8 Mbit/s à 9,6 Gbit/s                                                                              | 8                                           | OFDM, OFDMA                                 | 12-35 m                                     | 300 m                                       |
| 802.11ay (en)                                 | mars 2021                                   | 58,3 à 70,2                                 | 2,16 à 8,64 GHz                             | 20 à 176 Gbit/s                                                                                    | 4                                           | OFDM ou porteuse unique.                    | 100 m                                       | 500 m                                       |
| 802.11be (Wi-Fi 7)                            | 2024                                        | 2,4 5 et 6                                  | 20 40 80 160 320 MHz                        | | 16                                          | OFDMA                                       | 30 m intervalle de garde 0,8µs              | 120 m intervalle de garde 3,2µs             |
| Voir aussi : - Wi-Fi - Liste des canaux Wi-Fi |                                             |                                             |                                             | |                                             |                                             |                                             |                                             |

- A1 A2  IEEE 802.11y est équivalent à la norme 802.11a mais utilise la bande de fréquence des 3,7 GHz. Elle n’est autorisée qu’aux États-Unis par la FCC.
- B  par flux MIMO, avec intervalle de garde court (SGI).
- C  par flux MIMO, avec intervalle de garde long.
- D  en mode "single user" et débit maximum pour 8 flux MIMO.